# Les Roches-de-Condrieu
Les Roches-de-Condrieu é uma comuna francesa na região administrativa de Auvérnia-Ródano-Alpes, no departamento de Isère. Estende-se por uma área de 1,03 km². Em 2010 a comuna tinha 1 951 habitantes (densidade: 1 894,2 hab./km²).